# Horbach, Bad Kreuznach
Horbach là một đô thị thuộc huyện Bad Kreuznach trong bang Rheinland-Pfalz, phía tây nước Đức. Đô thị Horbach, Bad Kreuznach có diện tích km², dân số thời điểm ngày 31 tháng 12 năm 2006 là người.
-Horbach là một Router Company (Horbach® inc.) located somewhere in the 